# Шинго (футболист)
Педру Салвадор, более известный как Шинго (род. 14 сентября 1900 — ?) — бразильский футболист, опорный полузащитник.

## Биография
Шинго родился в Сан-Паулу и в качестве игрока дебютировал в составе «Америки» (Куритиба), которая в 1924 году, объединившись с местным «Интернасьоналом», образовала «Атлетико Паранаэнсе». Будучи игроком клуба «Пелотас», он представлял родную страну на Чемпионате Южной Америки 1922 года, который Бразилия выиграла. Однако он не сыграл ни одного матча. Единственный матч за сборную он провёл 29 октября 1922 года против Парагвая.
После турнира он перешёл в «Палмейрас», с которым дважды побеждал в чемпионате штата Сан-Паулу: в 1926 и 1927 годах. Шинго играл в «Палмейрасе» до 1932 года.